# 58P/Джексона — Неуймина
Комета Джексона — Неу́ймина (58P/Jackson-Neujmin) — короткопериодическая комета из семейства Юпитера, которая была открыта независимо друг от друга 20 сентября 1936 года южноафриканским астрономом Кириллом Джексоном в республиканской обсерватории Йоханнесбурга и 21 сентября советским астрономом Григорием Неуйминым в Симеизской обсерватории. Она была описана как диффузный объект 12 m в созвездии Водолея. Уже после открытия бельгийский астроном Фернан Риго из Королевской обсерватории Бельгии также обнаружил изображение этой кометы на фотопластинке, выставленной ещё 9 сентября 1936 года. Комета обладает довольно коротким периодом обращения вокруг Солнца — чуть более 8,4 года.

Орбита кометы Джексона — Неуймина и её положение в Солнечной системе

## История наблюдений
Существенная неопределённость в дате и координатах следующего появления кометы в сочетании с неблагоприятными условиями видимости, привели к тому, что обнаружить комету в 1945 году так и не удалось. Наблюдения 1953 года также закончились неудачей, хотя Элизабет Рёмер проводила наблюдения с учётом возможности появления кометы вблизи перигелия на 20 дней ранее и на 40 дней позже рассчитанной даты. В 1959 году Брайан Марсден вычислил новую орбиту кометы, но из-за неблагоприятных условий наблюдения в 1963 году проверить их не удалось. В 1968 году Марсден вновь пересмотрел свои расчёты и во время следующего возвращения в ночь с 6 на 7 сентября 1970 года американскому астроному Чарльзу Ковалю удалось восстановить комету. Ошибка в расчётах Марсдена составляла около семи дней.
Условия наблюдения кометы в 1995 году были наиболее благоприятными, поскольку 13 сентября комета прошла очень близко от Земли на расстоянии всего 0,4339 а. е. (64,9 млн км) и её блеск в течение октября достиг рекордной 10 m звёздной величины.